# William Addison Duncan
William Addison Duncan (* 2. Februar 1836 in Cashtown, Adams County, Pennsylvania; † 14. November 1884 in Gettysburg, Pennsylvania) war ein US-amerikanischer Politiker. In den Jahren 1883 und 1884 vertrat er den Bundesstaat Pennsylvania im US-Repräsentantenhaus.

## Werdegang
William Duncan besuchte die öffentlichen Schulen seiner Heimat und danach bis 1857 das Franklin & Marshall College in Lancaster. Nach einem anschließenden Jurastudium und seiner 1859 erfolgten Zulassung als Rechtsanwalt begann er in Gettysburg in diesem Beruf zu arbeiten. In den Jahren 1862 und 1868 wurde er zum dortigen Bezirksstaatsanwalt gewählt. Politisch wurde er Mitglied der Demokratischen Partei.
Bei den Kongresswahlen des Jahres 1882 wurde Duncan im 19. Wahlbezirk von Pennsylvania in das US-Repräsentantenhaus in Washington, D.C. gewählt, wo er am 4. März 1883 die Nachfolge von Frank Eckels Beltzhoover antrat. Dieses Mandat im Kongress konnte er bis zu seinem Tod am 14. November 1884 ausüben. Zu diesem Zeitpunkt war er bereits für die folgende Legislaturperiode gewählt worden.